# Улица Георгия Димитрова (Самара)
У́лица Гео́ргия Дими́трова — улица в городе Самаре.
Протяжённость более трёх километров, располагается улица в Промышленном и Кировском районах. Берёт начало от улицы Стара-Загора, пересекает Московское шоссе, Молодёжную улицу, улицу Зои Космодемьянской, Демократическую улицу, ул. Тополей и заканчивается Солнечной улицей.

## Этимология годонима
Ранее улица называлась 1-я Продольная, была переименована в 1979 году в честь болгарского политика Георгия Димитрова (1882—1949), который прожил в Куйбышеве несколько месяцев в 1941 году.

## Транспорт
От Демократической до улицы Стара-Загора проходит автобусный маршрут № 61, от улицы Стара-Загора до Московского шоссе проходят два автобусных маршрута № 37,51. От улицы Стара-Загора до рынка Шапито ходят три автобусных маршрута № 6, 21 и 70, и от Московского шоссе до улицы Молодёжной два - 45 и 56.
Транспортные кольца на пересечениях с Молодёжной улицей и улицей Тополей.

### Остановки общественного транспорта
- Универсам «Орбита»
- 14-й микрорайон
- Московское шоссе
- Приволжский микрорайон
- Тополей
- Демократическая

## Здания
- № 18 — Клиника доктора Кравченко
- № 7 — Торговый центр «Орбита»
- № 36 — Мини-рынок «Калинка»
- Рынок «Шапито»
- № 4 — ТРЦ «Грин-парк». Ранее на этом месте был широкоформатный кинотеатр «Самара».
- № 34 — 10-е отделение полиции г. Самары

## Памятники и монументы
- Памятная стела, посвящённая солдатам-жителям посёлка Яблонька, участникам Великой Отечественной войны[2]. Находится недалеко от пересечения ул. Г.Димитрова и Московского шоссе.
- Стена Памяти с именами жителей посёлка Яблонька, павших в боях Великой Отечественной войны. Находится между домом № 117 по улице Георгия Димитрова и ТЦ «Улей», рядом с улицей Демократической.

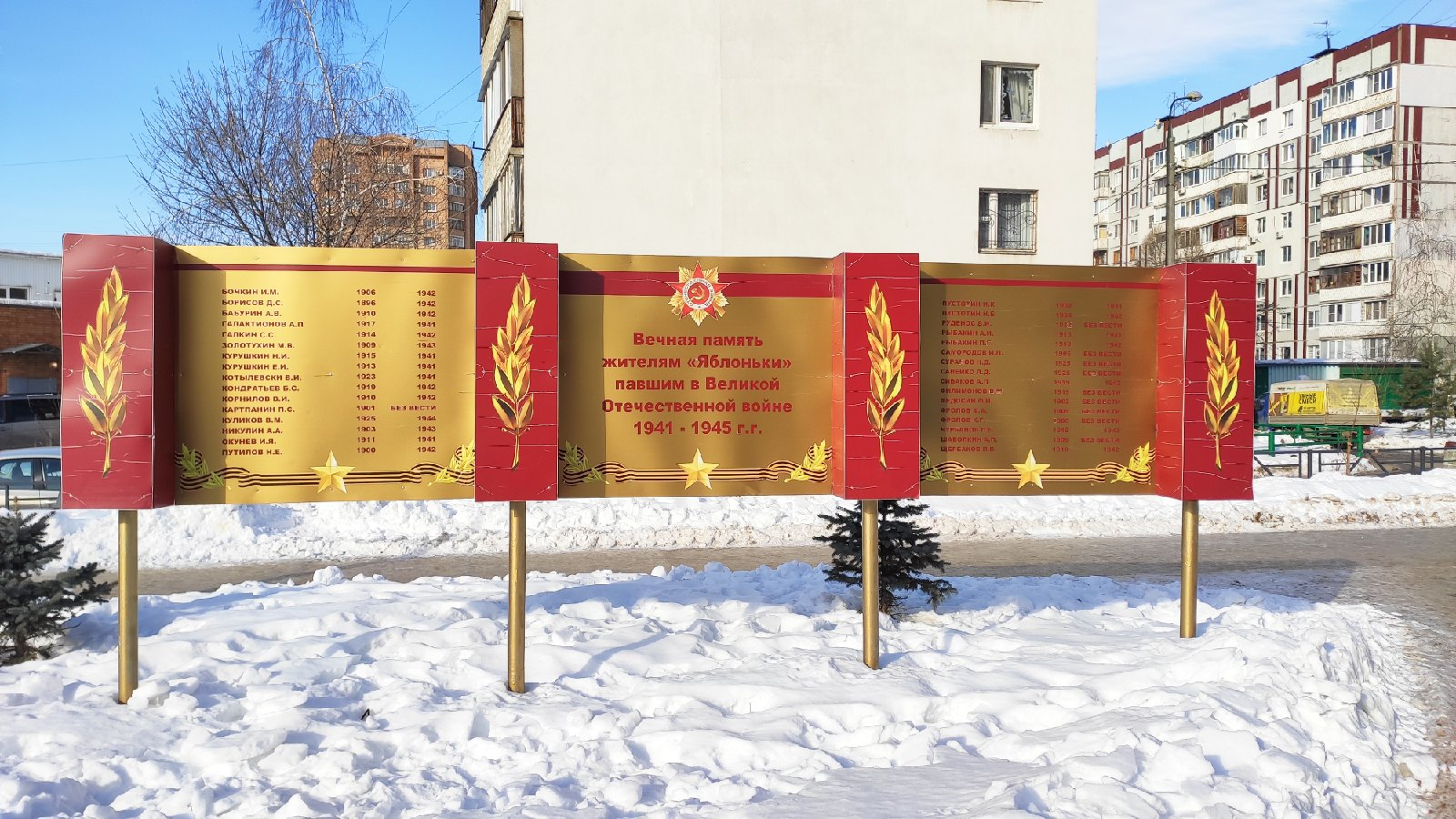

## Почтовые индексы
- 443031: 108, 110, 110а, 110б, 110в, 110г, 112, 114, 118
- 443095: 1А, нечётные дома 3-69
- 443114: 4, чётные дома 18-80
- 443115: 105, 105а, 107, 107б, 109, 109а, 111, 113, 115, 117, 117/1, 117/2, 117/3, 117/4, 117/5, 117/6, 117а, 125/23
- 443122: чётные дома 84-106, нечетные дома 75-101